# Kansas City Confidential
Kansas City Confidential (bra: Os Quatro Desconhecidos) é um filme noir e policial estadunidense de 1952, dirigido por Phil Karlson, e estrelado por John Payne e Coleen Gray. Este filme está agora em domínio público.

## Elenco
- John Payne como Joe Rolfe
- Coleen Gray como Helen Foster
- Preston Foster como Tim Foster
- Neville Brand como Boyd Kane
- Lee Van Cleef como Tony Romano
- Jack Elam como Pete Harris
- Dona Drake como Teresa
- Mario Siletti como Tomaso
- Howard Negley como Andrews
- Carleton Young como Martin
- Don Orlando como Diaz
- Ted Ryan como Morelli

## Recepção
Bosley Crowther, do The New York Times, escreveu que o filme "parece ter sido inventado - não muito sutilmente - apenas para despertar a curiosidade... O roteiro de George Bruce e Harry Essex é uma parábola ilógica do crime, a direção de Phil Carlson é rotineira, o protagonista é interpretado sem rodeios por John Payne. Neville Brand, Jack Elam e Preston Foster são ruins em seus outros papéis, exceto como representantes monótonos da violência que permeia e corrompe este trágico filme".
No Rotten Tomatoes, o filme detém um índice de 80% de aprovação, com base em 15 críticas, com uma nota média de 6,3 de 10.